# Tephrosia manikensis
Tephrosia manikensis är en ärtväxtart som beskrevs av De Wild.. Tephrosia manikensis ingår i släktet Tephrosia och familjen ärtväxter. Inga underarter finns listade i Catalogue of Life.